# Akouma
Albums de Sanzy Viany
Ossu
(2014)
Singles
1. Me Teug
2. Minga Atan

Akouma est le premier album studio de la chanteuse camerounaise Sanzy Viany, sorti en 2009,.

## Pistes
| No | Titre                              | Auteur | Producteur(s) | Durée |
| -- | ---------------------------------- | ------ | ------------- | ----- |
| 1. | Bi ne ntchama                      |        |               | 6:47  |
| 2. | Minga atan (featuring Queen Eteme) |        |               | 0:33  |
| 3. | Tu es                              |        |               | 4:44  |
| 4. | Me teug                            |        |               | 5:51  |
| 5. | A Nti                              |        |               | 5:35  |
| 6. | Djou ma                            |        |               | 6:18  |
| 7. | Me teug (Instrumental)             |        |               | 5:51  |
| 8. | Bi ne tchama (Instrumental)        |        |               | 6:48  |